# بل ای‌اچ-۱زد وایپر
اِی‌اِچ-۱زد وایپر (به انگلیسی: AH-1Z Viper) بالگرد تهاجمی دو موتوره و چهار پرهٔ ساخت شرکت بل است که این مدل توسعه یافتهٔ مدل بِل اِی‌اِچ-۱دبلیو سوپر کبرا (به انگلیسی:Bell AH-1W SuperCobra) است که برای نیروی تفنگداران دریایی ایالات متحدهٔ آمریکا طراحی شده‌است. بِل اِی‌اِچ-۱زد با نام زولو کبرا (به انگلیسی: Zulu Cobra) نیز شناخته می‌شود.

## کاربران
ایالات متحده آمریکا
- سپاه تفنگداران دریایی ایالات متحده آمریکا[۴]

 بحرین ۱۲ فروند سفارش داده‌است
 جمهوری چک ۴ فروند سفارش داده‌است

## مشخصات وایپز زد)
داده‌ها از Bell Specifications, The International Directory of Military Aircraft, 2002–2003, Modern Battlefield Warplanes
ویژگی‌های عمومی
- خدمه: دو خلبان (خلبان و مسئول مهمات)
- طول: ۵۸ فوت ۳ اینچ (۱۷٫۷۵ متر)
- ارتفاع: ۱۴ فوت ۴ اینچ (۴٫۳۷ متر)
- وزن خالی: ۱۲٬۳۰۰ پوند (۵٬۵۷۹ کیلوگرم)
- بیشترین وزن برخاست: ۱۸٬۵۰۰ پوند (۸٬۳۹۱ کیلوگرم)
- پیشرانه: ۲ عدد توربوشفت جنرال الکتریک تی۷۰۰, ۱٬۸۰۰ اسب بخار کوتاه (۱٬۳۰۰ کیلووات)  در هر موتور
- قطر روتور اصلی:  ۴۸ فوت (۱۵ متر)
- مساحت روتور اصلی: ۱٬۸۰۸ فوت مربع (۱۶۸٫۰ متر مربع) 4-bladed main and tail rotors

عملکرد
- سرعت کروز: ۱۶۰ گره (۱۸۰ مایل بر ساعت، ۳۰۰ کیلومتر بر ساعت)
- بیشینه سرعت مجاز: ۲۲۲ گره (۲۵۵ مایل بر ساعت، ۴۱۱ کیلومتر بر ساعت)
- بُرد: ۳۷۰ مایل دریایی (۴۳۰ مایل، ۶۹۰ کیلومتر)
- بُرد رزمی: ۱۲۵ مایل دریایی (۱۴۴ مایل، ۲۳۲ کیلومتر) with ۲٬۵۰۰ پوند (۱٬۱۰۰ کیلوگرم) payload
- حداکثر ارتفاع: ۲۰٬۰۰۰ فوت (۶٬۱۰۰ متر) +
- نرخ صعود: ۲٬۷۹۰ فوت بر دقیقه (۱۴٫۲ متر بر ثانیه)

جنگ‌افزارها

توپ ۲۰ میلیمتری گاتلینگ
راکت هایدرا
موشک ضد تانک ای‌جی ام-۱۱۴ هِل‌فایر
موشک هوا به هوا اِی آی ام-۹ سایدوایندر

## نگارخانه

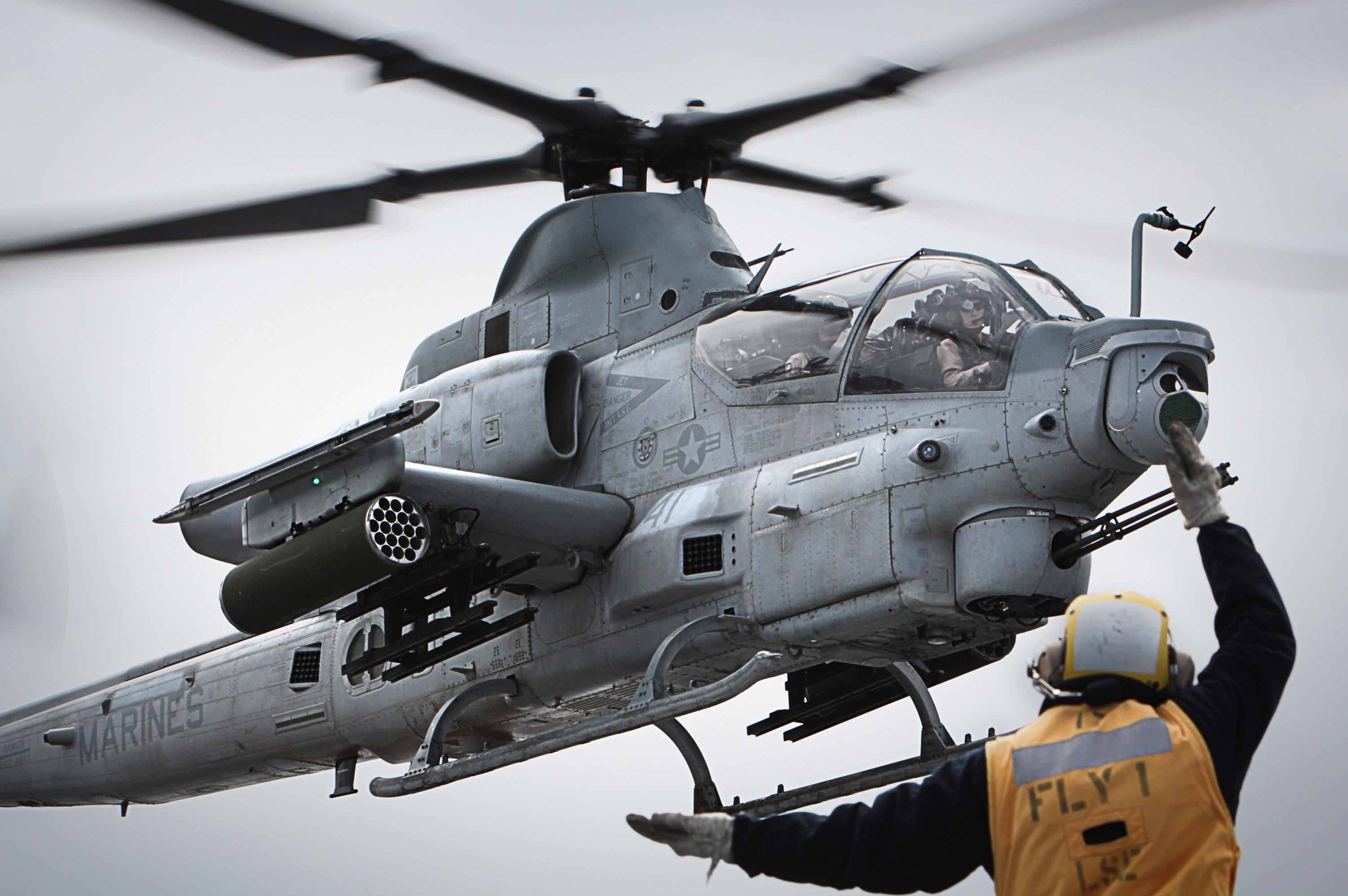
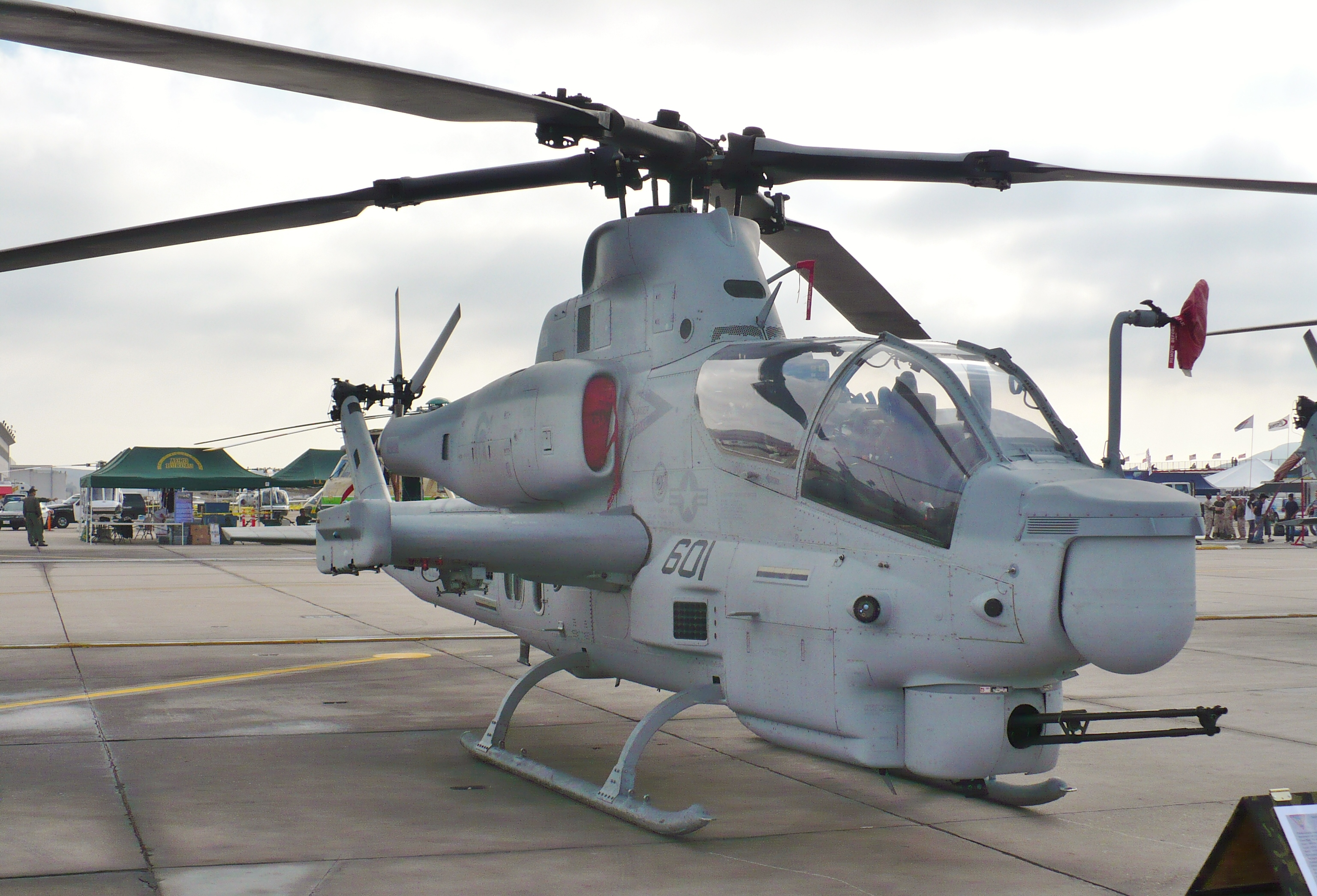
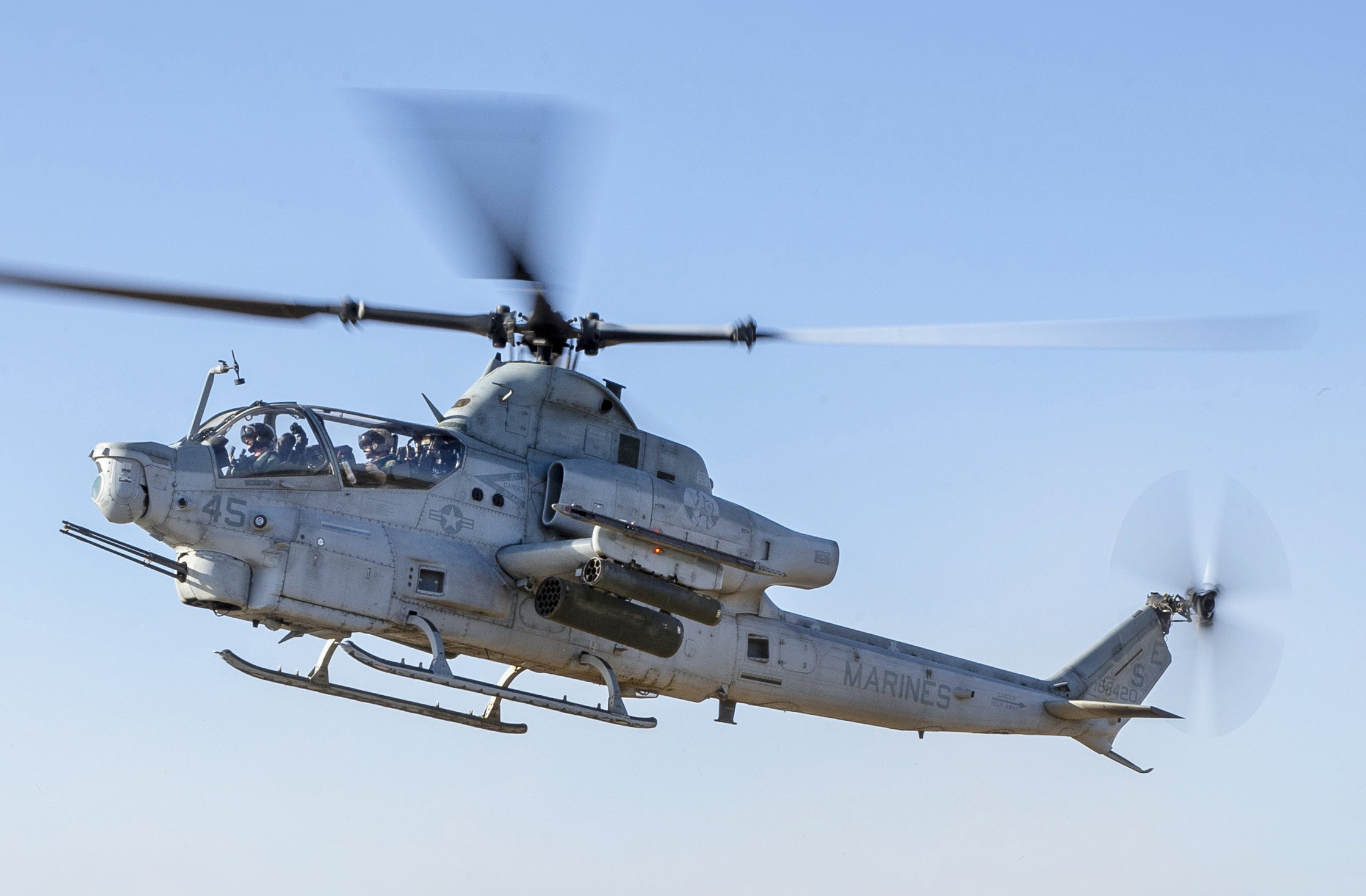